# Michael Florian
Pour les articles homonymes, voir Florian.
Michael Florian ou Michael A. Florian (28 janvier 1939 à Bucarest en Roumanie - ) est un professeur chercheur en analyse de systèmes et recherche opérationnelle, surtout connu pour ses contributions aux méthodes de résolution des problèmes de transport des personnes et des marchandises.

## Biographie
Arrivé au Québec à 18 ans, en 1957, titulaire à 30 ans d'un doctorat en analyse de systèmes et recherche opérationnelle de l'Université Columbia à New York (en 1969), Michael Florian honore des contrats ponctuels de recherche pour des sociétés et organismes et s'investit comme professeur chercheur au Département d'informatique et de recherche opérationnelle de l'Université de Montréal, de 1969 à 2004. C'est la recherche appliquée qui l'intéresse, et il tient à constater lui-même que ses efforts conceptuels s'avèrent très utiles, dès maintenant, et parfaitement adéquats.
Voici en quels termes est résumé le domaine d'enseignement-recherche de Michaël Florian, à la fin des années 1990 :

« MICHAËL FLORIAN.  Professeur titulaire.  Dr. Eng. Sc. en recherche opérationnelle, Columbia University, 1969.
Méthodes de programmation mathématiques appliquées aux problèmes de flots à coût non-linéaire sur des réseaux (multiproduit, multimode), problèmes d’inégalités variationnelles sur des réseaux et problèmes d’optimisation à deux niveaux.  Logiciels interactifs-graphiques pour la planification des réseaux de transport urbain et réseaux de transport de marchandises. »

— Rapport 1999-2000 du DIRO, p. 2
Sa carrière est toute vouée à la conception et l'application de modèles mathématiques aux problèmes de planification du transport des personnes et des marchandises. De 1973 à 1979, il dirige le nouveau centre de recherche sur les transports (CRT) de l'Université de Montréal, un organisme qui s'associe, en 2006, au Centre interuniversitaire de recherche sur les réseaux d'entreprises, la logistique et le transport (CIRRELT), réunissant des entités universitaires québécoises.
En 1976, le professeur chercheur Michael Florian fonde INRO, un organisme privé, pour assurer les retombées des résultats de recherches sur les transports. La société INRO s'occupe du développement des logiciels, ainsi que de leur distribution et des relations avec les clients, incluant l'assistance technique, la formation, l'organisation de rencontres et de conférences internationales sur le sujet. L'INRO et le CRT obtiennent une notoriété internationale. Les efforts soutenus de recherches et communications ajustées aux besoins,  et de concertation, sous la coordination du professeur Florian, notamment, appelaient ces heureux dénouements.
Trois logiciels ont contribué à la renommée du centre, du professeur, et de l'INRO. Les deux premiers sont : Emme, voué à la « prévision des demandes de déplacements » dans les transports urbains et régionaux  et STAN, à la « planification stratégique » du transport des marchandises. Plus de 2500 villes, dans 84 pays, les utilisent. Montréal, Québec, Sherbrooke et Gatineau font partie des villes qui, au Québec, utilisent Emme. Le troisième, Dynameq, est un logiciel « d'affectation d'équilibre dynamique (Dynamic Traffic Assignment (DTA)) sur les grands réseaux congestionnés. »
Bref, tout au long de sa carrière, Michael Florian voit à ce que les résultats de ses recherches universitaires puissent être appliqués par les entreprises privées et les organismes publics. Il devient ainsi « un pionnier de la valorisation de la recherche universitaire et du transfert des connaissances technologiques au Québec » — ce qui lui vaut un prix du Québec : le prix Lionel-Boulet 2010.

## Conférences
1999-2000
- « An Asymetric Multiclass Network Equilibrium Model for Trucks and Cars », séminaire, Linköping University, Suède, mai 2000[4]
- « Applications of Advanced Transportation Planning Methods in Asia », IFORS’99, 15th World Conference on Operation Research, Beijing, août 1999
- « Development of a Mesoscopic Traffic Simulation Model », séminaire, The Hong Kong Polytechnic University, janvier 2000
- « Dynamic Traffic Assignment Models :  Analytical Flow-Based and Hybrid Analytical/Simulation Systems », présenté au cours "Modeling and Simulation for Dynamic Transportation Management Systems" - au Massachusetts Institute of Technology, Cambridge, États-Unis, août 1999
- « Multiclass Equilibrium Models and their Application in Asia », 15th World Conference on Operation Research, Beijing, août 1999
- Florian M., Mahut, M., Tremblay, N., « A Mesoscopic Approach to the Netowrk Loading Problem », INFORMS Conference, Salt Lake City, Utah, mai 2000
- Florian, M., Wu, J.H., He, S.G., « Equilibrium & Feedback in Complex Transportation Planning Models », INFORMS Conference, Salt Lake City, Utah, mai 2000
- Larin, D., Crainic, T.G., Florian, M., Dufour, D., « Planning Multimode Multiproduct Transportation Systems », IFORS’99, 15th World Conference on Operation Research, Beijing, août 1999
- Rubio-Ardanaz, J., Wu, J.H., Florian, M., «  An Analytical Model for the Dynamic Network Assignment Problem with Capacities », Journées de l’Optimisation 2000, Montréal, mai 2000
- Rubio-Ardanaz, J., Wu, J.H., Florian, M., « A Simplicial Decomposition Method for the Dynamic Network Equilibrium Problem », Journées de l’Optimisation 2000, Montréal, mai 2000
- Wu, J.H., Florian, M., « A Multi-Class VI Model Including Trucks and its Solution Method », Journées de l’Optimisation 2000, Montréal, mai 2000.

## Honneurs
- Professeur honoraire, Université de Shanghai pour la Science et la Technologie[4]
- Membre du comité consultatif de rédaction, Transportation Science
- Rédacteur-conseil, Handbooks in Operations Research and Management Science, North Holland
- Membre du comité de rédaction, International Transactions on Operations Research
- Rédacteur, publication spéciale de Parallel Computing sur « "Parallel Computing in Transportation" »
- Membre du comité de rédaction, Transport Policy
- 1987 : prix Jacques-Rousseau de l'ACFAS[2]
- 1998 : prix Robert D. Herman Lifetime Achievement de la Société américaine de recherche opérationnelle[2]
- 2000 : doctorat honoris causa de l'Université de Linköping (Suède)[4]
- 2003 : membre émérite du Transportation Research Board de l'Académie des sciences des États-Unis[2]
- 2007 : membre émérite de la Société canadienne de recherche opérationnelle[2]
- 2004 : nommé  professeur émérite, à l'Université de Montréal[7], après ses 35 ans de professorat
- 2010 : Prix Lionel-Boulet, du gouvernement du Québec[2]